# Социальная мифология
Социальная мифоло́гия (греч. μυθολογία от μῦθος — предание, сказание) — контекстуально условно истинные и аксиологически (в плане ценностей и их норм) доверительные высказывания. 
Понятие «социальный миф» возникло в XX веке преимущественно как отражение мировоззренческих взглядов, основание и побуждение для социальных действий людей в заданном направлении, выражающее отдельные групповые, классовые, государственные или национальные интересы.

## Классический и социальный миф
В изучении феномена социального мифа основным является выявление его сущности через соотношение с классическим мифом. Социальный миф искусственно сконструирован заинтересованными социальными группами, что и отличает его от мифа традиционного, который формировался стихийно. Помимо этого, социальные мифы ориентированы на общественные реалии и распространяются через средства массовой коммуникации и информации, что является ещё одной отличительной чертой от мифов архаических. Создание и распространение социальных мифов невозможно без укоренения их в коллективном восприятии, что составляет основную причину неизменного присутствия мифов в современной культуре. Социальная мифология, функционирующая в обществе за счет массового сознания, непосредственно транслируется через бытовые верования, стереотипы, социальные иллюзии, символы и знаки, которые заключены в культурных текстах различных направленностей (рекламной, художественной, пропагандистской и др.).
Гуманитарные исследователи XX века полагали, что мифы и современная культура неразделимы (семантические модели мифов можно обнаружить во многих повседневных практиках). В научном знании в настоящее время различают традиционную (классическую) мифологию как тип культуры, «базирующийся на архаических формах ментальности» и современную социальную мифологию «как феномен, представляющий собой вкрапление мифа в немифологическую по своей природе культурную традицию в результате сознательного рефлексивного целеполагания, вариант политико-идеологической практики». Современная мифология социальна по своей природе и имеет выраженную практическую направленность.
Несмотря на различие социальных и классических мифов, ряд исследователей выделяет у них некоторые общие черты. Например, А. Л. Топорков считает, что:
- социальные и классические мифы не только объясняют существующую действительность, но и создают определённый образ будущего;
- как в прошлом, так и на сегодняшний день мифы являются действенной силой, которая организует и регулирует поведение одного индивида и масс;
- в мифах любого исторического периода происходит мифологизация прошлого, что и делает его актуальным для настоящего;
- миф не нуждается в верификации как для носителя традиции, так и для современного человека[5].

## Изучение социального мифа
В разных сферах гуманитарного учения существует целый ряд дефиниций социального мифа. В течение XX столетия изучение социального мифа велось как западными исследователями (Ж. Сорель, Э. Кассирер, Р. Барт, Ф. Ницше, З. Фрейд, Г. Лебон. К. Леви-Стросс, Э. Дюркгейм и др.), так и российскими учёными (Е. М. Мелетинский, А. Ф. Лосев, В. Я. Пропп, М. М. Бахтин, П. С. Гуревич др.) и внимание в основном было сосредоточено на анализе классической мифологии, процессов мифотворчества, а также изучения специфики мифосознания как особенной формы познания и создания социокультурный реальности. Например, А. Ф. Лосев определяет миф как особую форму выражения чувств, акцентируя внимание на том, что миф и есть окружающая нас действительность: «Миф есть… наивысшая по своей конкретности, максимально интенсивная и в величайшей степени напряженная реальность. Это не выдумка, но — наиболее яркая и самая подлинная действительность. Это — совершенно необходимая категория мысли и жизни, далекая от всякой случайности и произвола».
Труд П. С. Гуревича «Социальная мифология» (1983), написан в рамках марксистской научной философии, где современная социальная мифология рассматривается автором в качестве специфического феномена идеологической практики капиталистического общества; особого вида духовной деятельности по созданию, распространению и поддержанию политических иллюзий, умышленно вырабатываемых правящей элитой для воздействия на массы. Несмотря на это, стоит обратить внимание на ряд важных черт социального мифа, как феномена культуры выделенных в работе Гуревича: ориентированность на социальные реалии, влияние на другие формы мировоззрения, сочетание различных мировоззренческих пластов.
Ролан Барт определяет миф как особую форму с социальным содержанием, имеющую направленность на конкретного адресата. Р. Барт считал, что миф является вторичной семиологической системой и создается на основе первичной языковой системы, которая имеет трехэлементную структуру: означающее, означаемое и знак. В мифе искажение сообщения происходит за счет смещения формальной структуры первичных значений на один уровень. «На первое место выходит уже не сама реальность, а представление о ней; превращаясь из смысла в форму, образ теряет содержавшиеся в нём знания». Таким образом, интенция мифа у Барта содержит в себе некую двойственность. Когда потребитель мифа воспринимает миф наивно и бесхитростно, не отмечая его идеологической нагруженности, то существование мифа теряет смысл. Напротив, если же идеологический подтекст явно проявляется в мифе, то миф лишается своей сущности и становится идеологическим призывом.
Французский социолог Жорж Сорель рассматривал идеологию как способ социальной интеграции людей. Социальная группа объединялась на основании определённой идеи (идея свободы, равенства и др.) — именно эту идею о будущем Сорель понимал под социальным мифом, считая что сила идеи способна мобилизовать людей и воодушевить их на определённые поступки по переустройству мира. Например, высказывания религиозного пророка или теория социализма, как некие представления о будущем, отвечающие надеждам людей, и являются той идеей, которая призывала массы к действию. «Совсем неважно знать, какой из мелочей, составляющих мифологическую концепцию, суждено осуществиться в ходе исторических событий … На эти мифы надо смотреть как на средство воздействия на настоящее,… для нас важна вся совокупность мифологической концепции, отдельные её части важны лишь постольку, поскольку они позволяют рельефнее выступать заключающейся в ней идее».
Социолог культуры Г. Ионин, изучая социальные аспекты мифологии, выделяет наиболее значимой энергетическую функцию мифов: «Миф связывает и канализирует социальную энергию… Миф концентрирует энергию и направляет её на конституируемые объекты». Ещё одной функцией мифов является создание различных коллективов (от футбольной команды до целого народа), а также функции формирования и воспроизведения коллективной идентичности, которая реализуется через ценности и нормы. Помимо этого, миф играет свою роль в формировании и структурировании пространства, что особенно ярко выражено в геополитических суждениях.
Культуролог А. В. Ульяновский определяет социальный миф как идеологическое, сугубо рациональное образование для достижения определённой цели. В первой половине XX в. политическая идеология выступала в роли социального мифа, но со второй половине XX в. и по сей день капиталистическая модель существует в виде брендинга. А. В. Ульяновский предложил типологию социальных мифов как основание для создания брендов. Автор выделяет непроявленные, явные и проявленные мифы. Общим для социального мифа является то, что его проявленность в каждый момент времени относительна, локализована и является возможной: в каждый момент времени одновременно существуют живущие в мифе, для которых он не проявлен, проявляется и является явным. Непроявленные мифы не подвергаются критическому переосмыслению и воспринимаются людьми, живущими в социальном пространстве как однозначная действительность. Проявленные социальные мифы состоят из общепринятых стереотипов, фрагментов верований и бытовых предрассудков. Явные мифы воспринимаются в контексте художественной правды, в переносном смысле. А ещё позднее — считаются большинством людей вымышленными, глупыми, смехотворными, наивно-архаичными, детскими сказками, безусловно, ложными. Автор считает, что «непроходимой границы между непроявленными, проявленными, явными социальными мифами нет — она подвижна в синхронном и диахронном аспектах, контекстуальна, зависит от мировоззрения человека и репрезентирует тенденцию к отождествлению истинности».